# Ellen Evers
Ellen Evers (Amsterdam, 28 januari 1966) is een Nederlandse zangeres en actrice.

## Levensloop
Op vierjarige leeftijd kwam zij bij het kinderdanstheater Trojka. 
Zij kreeg pianolessen van onder anderen Jeanette Kesseler en volgt vanaf 1984 zanglessen bij Ina Draayer, Rob Stallinga en Edward Hoepelman. Ze kreeg danslessen van onder anderen Ria van der Mark, Trudy Ephraim, Felix White, Ben Bergmans en Dick Swanborn.

## Theater
Van 1987 tot en met 1989 was ze te zien in de theaterproductie Jeans. 
In het seizoen 1992/1993 vertolkte ze de rol van Grisabella in de musical Cats in Amsterdam en tevens vertolkte ze deze rol in 1993 in Zwitserland. In  1994/1995 werkte ze mee aan de dinnershow Madley Amsterdam in het Lido te Amsterdam. In 1995/1996 was zij te zien in een cabaretprogramma in het theaterrestaurant Schellings te Rotterdam. 
Van 1996 tot 1999 speelde ze de rol van Ellen in de musical Miss Saigon. Daarna was zij alternate Roxie in de musical Chicago. Ze speelde de rol van koningin Anna en was understudy van Pia Douwes als Milady de Winter in de musical 3 Musketiers. Voor deze rol won ze de John Kraaijkamp Musical Award voor Beste Vrouwelijke Bijrol. 
In 2003-2004 speelde ze Tanja in de musical Mamma Mia!, waar ze een John Kraaijkamp Musical Award-nominatie voor kreeg voor beste bijrol in een grote musicalproductie. In het najaar van 2004 speelde ze in Telkens weer het Dorp. 
In 2005-2006 stond ze in de musical Turks Fruit als de moeder van Olga. In het seizoen 2006-2007 was ze te zien in het theaterprogramma Liedjes van Toon, samen met Richard Groenendijk en Lone van Roosendaal. In de dinershow PALAZZO fungeerde ze als zangeres en gastvrouw (2007-2008). Daarna speelde zij in de ode aan Kander en Ebb, And the World Goes 'Round, naast o.a. Jon van Eerd en Tony Neef.
Tot en met 1 maart 2009 speelde ze de rol van Sally Bowles in de musical Cabaret, waarna ze de theaters inging met haar solovoorstelling Ellen - Eindelijk Solo. In september 2009 zong ze het repertoire van Queen in een vijftal concerten met het Noord Nederlands Orkest.
In oktober 2009 vindt de première plaats van de film: "Sinterklaas en de verdwenen pakjesboot". Daarin speelt ze de rol van Ingrid Lafleur. Vanaf november 2009 was ze te zien als Vicky in de musical  The Full Monty. 
In november 2010 speelt Ellen de hoofdrol in de musical 'Harem' van het M-Lab. In het voorjaar van 2011 keert ze weer terug in de theaters met het vervolg van haar soloprogramma.
In februari/maart 2011 vervangt Ellen de vrouwelijke hoofdrol in de musical: In de Schaduw van Brel. Ze vervangt tijdelijk Vera Mann die herstellende is van een Hernia.
Ellen geeft in het seizoen 2010/2011 les bij theatergroep No nonsens in Rijen. Zij verzorgt daar de choreografie. Ook geeft zij dit seizoen een masterclass bij Musical summer intensive. In mei 2011 zong Ellen haar favoriete Annie MG nummer in een 'Homage aan Annie MG Schmidt.'
In september 2011 speelde Ellen de rol van Kate in 'The Wild Party' van het M-lab on tour. Daarna was zij te zien in de dinnershow: Dinner for one. Hierin speelt en zingt zij samen met Onno Innemee de hoofdrol. Eind maart 2012 zingt Ellen in haar eigen soloconcerten geproduceerd in het Appolotheater in Amsterdam. Eind mei 2012 speelde Ellen een hoofdrol in de M-lab pitch, Koopavond. 
Vanaf september 2012 speelt Ellen de rol van Tante Pietje in De Jantjes van De Graaf & Cornelissen Producties. Ze treedt hiermee in de voetsporen van Rick Nicolet, Carry Tefsen, Jenny Arean en Maja van den Broecke die deze rol al eerder vertolkten. Eind 2014 ging deze productie in reprise. 
Ellen nam in januari 2015 de rol van Elsa Schrader over van Cindy Bell in The Sound of Music. Daarnaast was Ellen te zien in een commercial en in de telefilm Eddy en Coby.
Van september 2015 zingt zij samen met Maurice Hermans en Esmée Dekker in het theaterprogramma "Zo'n Toon", waarin Maurice Hermans het leven van zijn vader Toon Hermans bespreekt en bezingt.
2016/2017 speelt Ellen in de musical Ciske de rat als de moeder van Ciske.
2017/2018 speelt Ellen 'Consuelo García' in de Gloria Estefan musical On Your Feet! in het Beatrix Theater in Utrecht (stad)
In seizoen 2019-2020 is Ellen te zien in Anastasia (Circustheater Scheveningen), in de rol van gravin Lily.
In september 2021 was Ellen Evers als solist te zien tijdens het musicalconcert Showstoppers - In Concert in het Theater Zuidplein te Rotterdam.

## Trivia
- Deed nasynchronisatie voor de poppenserie Minichums van de NCRV.
- Van 1996 tot en met 1999 was ze het "gezicht" van Zeeman.
- In mei 2001 speelde ze in twee afleveringen van Goede tijden, slechte tijden de rol van makelaar Marloes Elfferich.
- Daarnaast was ze ook in een reclamespotje te zien tegen roken.
- Ook deed zij nasynchronisatie voor de tekenfilmserie 'Argaï' op Nickelodeon.
- In 2013 speelde Ellen een rol in de film Droomvrouw, van Sjoerd de Bont. Naast Koert-Jan de Bruijn en Pamela Teves.